# Idiops monticola
Idiops monticola là một loài nhện trong họ Idiopidae.
Loài này thuộc chi Idiops. Idiops monticola được J. Hewitt miêu tả năm 1916.